# منطقة إدارية ألمانية

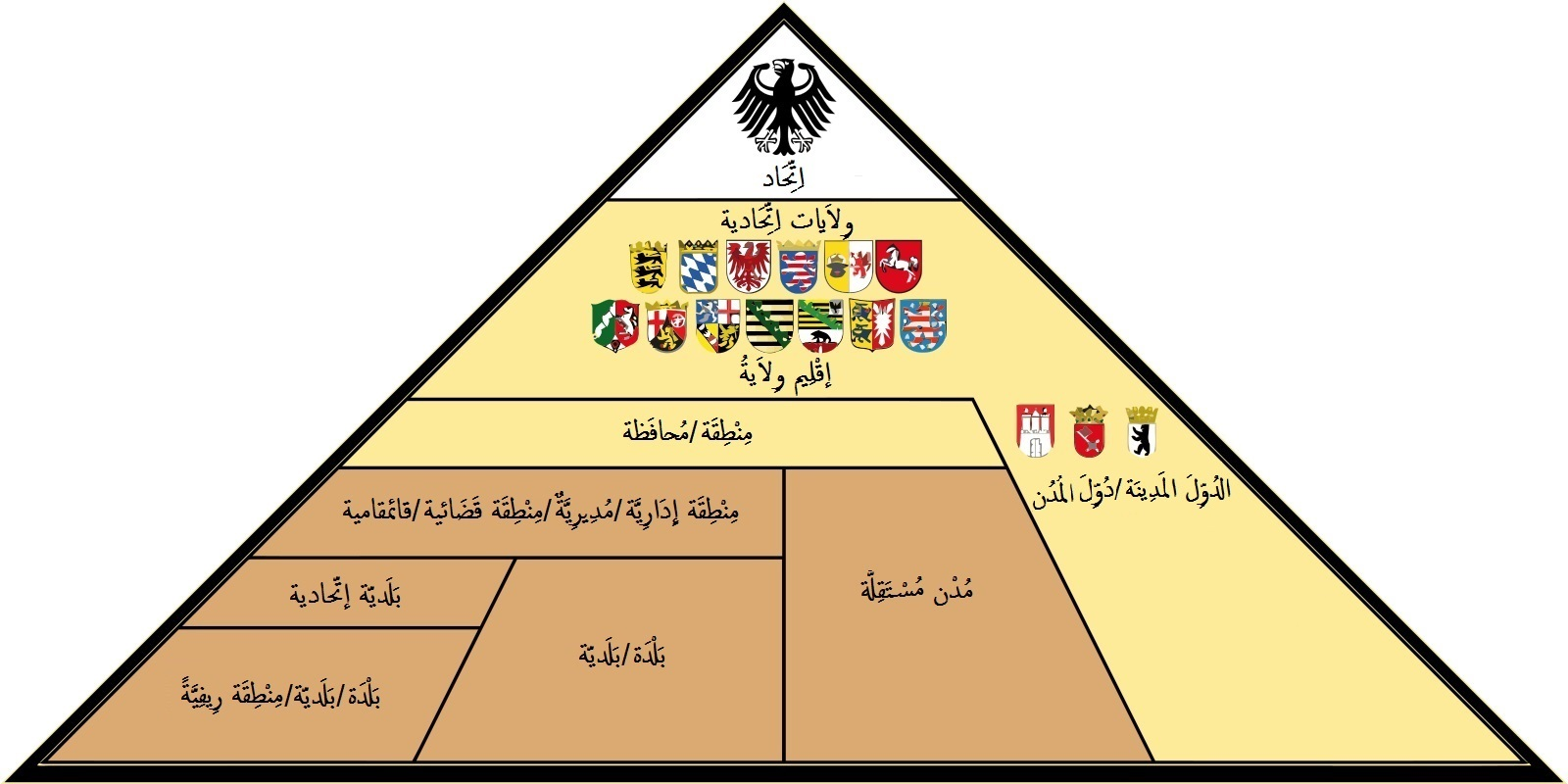
التَرْتِيبِ الإداري في جُمهُوريَّة ألمانيا الاِتّحاديّة

منطقة إدارية ألمانية (بالألمانية: Regierungsbezirk)، وهو تقسيم لبعض الولايات الاتحادية (Bundesländer) يرادفه مصطلح «محافظة» في بعد الدول العربية. والمناطق الإدارية تقسم هي الأخرى إلى أقضية (kreise) وتكون إما أقضية ريفية (landkreise) أو أقضية حضرية (kreisfreie Städte) : والمدن في حد ذاتها تشكل قضاء حضريا (kreisfreie städte). 
و المنطقة الإدارية (المحافظة) تديرها حكومة المحافظة (Bezirksregierung) ويقودها رئيس الحكومة (regierungspräsident).

## المناطق الإدارية (المحافظات) في الولايات الألمانية
ليس لكل الولايات الألمانية هذا التقسيم الإداري ؛ فبعضها مقسمة بشكل مباشر إلى أقضية. هنالك في الوقت الراهن خمس ولايات مقسمة إلى 22 منطقة إدارية (محافظة)، يتراوح عدد سكانها من 5,255,000 (دوسلدورف) إلى 1,065,000 (غيسن).
- ولاية بادن-فورتمبيرغ - 4 محافظات: فرايبورغ، كارلسروه، شتوتغارت، توبينغن.
- ولاية بافاريا - 7 محافظات: بافاريا العليا، بافاريا السفلى، بالاتينات العليا، فرنكونيا العليا، فرنكونيا الوسطى، فرنكونيا السفلى، شوابيا.
- ولاية هسن - 3 محافظات: دارمشتات، غيسن، كاسل.
- ولاية نوردراين-فيستفالن - 5 محافظات: أرنسبيرغ، كولونيا، دتمولد، دوسلدورف، مونستر.
- ولاية ساكسونيا - 3 محافظات: كيمنيتس، درسدن، لايبزغ.